# Munir Hossn
Munir Hossn (* 24. November 1981 in Mandaguari (Bundesstaat Paraná)) ist ein brasilianischer Fusionmusiker (Bass, Komposition, Arrangement).

## Leben und Wirken
Hossn wuchs in Bahia in einer Familie mit angolanischen, arabischen, italienischen und indigen-brasilianischen Wurzeln auf. Er arbeitete zunächst mit Musikern wie Hermeto Pascoal, Roberto Mendes, Daniela Mercury, Lenine oder Gilberto Gil, international dann mit Alex Acuña, Javier Ruibal, dem Zawinul Syndicate, Quincy Jones und den Global Gumbo All Stars, Alfredo Rodríguez (The Little Dream), Concha Buika, Didier Lockwood, Paco Séry, Roberto Fonseca, Jorge Pardo, Mayra Andrade (Studio 105) und Catia Werneck (Jongando). Hossn leitet auch eigene Projekte – vor allem das Trio Pedra Preta mit den Schweizer Musikern Toni Schiavano und Flo Reichle (Alben seit 2010 auf Unit Records) sowie Iyexá, eine in Barcelona gegründete afrobrasilianische Gruppe (Dia de Gandhy, 2008). Hossn legte Alben unter eigenem Namen vor (INdiGenaJazz, 2011; Made in Nordeste, 2015) und 2021 mit Alfredo Rodríguez das Duoalbum ‘Que Sera (Mack Avenue). Er tourte in Kuba, Frankreich, Spanien, Indien, Venezuela, Deutschland und Marokko.